# Tell er-Retaba
Tell er-Retaba (arabisch تل الرطابة, DMG Tall ar-Raṭāba) ist ein archäologischer Fundplatz in Ägypten. Er liegt in der östlichen Nildelta-Region des Halbtrockentales Wadi Tumilat. Älteste Fundobjekte stammen aus der altägyptischen 9. Dynastie und aus der 12. Dynastie. Hauptbautätigkeiten fanden im Neuen Reich statt. Die Tempelanlage des „Atum, Herrn von Tjeku“ stammt von Ramses II. Da sich für den Zeitraum nach 600 v. Chr. keine weiteren Besiedlungsspuren finden, wird vermutet, dass der Ort zugunsten von Tell el-Maschuta aufgegeben wurde.
Einige Forscher identifizierten Tell er-Retaba mit dem biblischen Pitom, welches im Buch Exodus (Ex 1,11) neben Ramses als Aufenthaltsort der Israeliten genannt wird, von dem aus der Auszug aus Ägypten erfolgte. Die Identifikation ist jedoch nicht eindeutig, da dafür auch die Nachfolgesiedlung Tell el-Maschuta in Frage kommt.

## Hintergrund

Ramses II. erschlägt einen „Asiaten“ vor dem „Herrn von Tjeku“ (dem Gott Atum). Nachgezeichnetes Relief aus Tell er-Retaba

### Ältere Grabungsbefunde
Flinders Petrie hatte 1905 bei Tell er-Retaba (Nähe heutiges al-Qaṣṣāṣīn), etwa 15 km westlich von Tell el-Maschuta, eine Festung aus dem Neuen Reich freigelegt. Ramses II. hatte dort einen Tempel für den Kult des „Atum als Herr von Tjeku“ errichtet. Eine Stele und Statue zeigen ihn mit Atum. Ramses III. errichtete ebenso an diesem Ort Denkmäler und verstärkte die Festung. Während der Zeit des Neuen Reiches wurde das Gebiet unter anderem auch von den Schasu-Stämmen genutzt:

„Die Schasu-Stämme aus Edom (šʒśw n jdwm) passierten das Fort des Merenptah in Tjeku, um bei den Teichen des Atum-Tempels ihr Vieh weiden zu lassen. Ich habe sie am Tag des Geburtstags von Seth (3. Heriu-renpet) zu dem Ort gebracht, wo sich auch bereits die anderen Schasu-Stämme aufhalten, die vor Tagen das Fort des Merenptah in Tjeku passierten. Bericht eines ägyptischen Grenzbeamten“

Die Aussage im Alten Testament (Gen 47,11), dass „sich Josephs Familie im Lande Ramses ansiedelte“, ist von der Tradierung des Auszugmotivs beeinflusst, das eine Mitwirkung beim Bau der Städte Pi-Ramesse und Pithom voraussetzt. Alan Gardiner hatte vorgeschlagen, Tell er-Retaba mit Pithom gleichzusetzen, während Tjeku als Ortsbezeichnung sowohl ein größeres Gebiet als auch eine bestimmte Stadt benennen kann und mit Tell el-Maschuta gleichzusetzen ist.

### Neue Grabungskampagnen
Die Festungsstadt Tell er-Retaba war während des Neuen Reiches im Wadi Tumilat der einzige größere Ort und nur von 600 bis 400 v. Chr. unbewohnt. Durch diese Ergebnisse ergibt sich, dass es sehr wahrscheinlich erscheint, dass Tell el-Maschuta nach Tell er-Retaba ein Stück weiter östlich neu gegründet wurde. In dieser Zeit ließ Necho II. (610 bis 595 v. Chr.) den Bubastis-Kanal zum Roten Meer anlegen, der durch das Wadi Tumilat führte.
Die älteren Denkmäler der Ramessiden- und dritten Zwischenzeit, die aus Tell el-Maschuta stammen, müssten deshalb einen späteren Transport dorthin erfahren haben. Kenneth Anderson Kitchen widersprach dieser Rekonstruktion. Nach seiner Meinung existierten Tell er-Retaba (Pithom) und Tell el-Maschuta (Tjeku) im Neuen Reich gleichzeitig als bedeutende Siedlungen. Die keramischen Befunde ließ Kitchen bei seiner Annahme allerdings unberücksichtigt.

### Identifikationen
Tell er-Retaba und die Nachfolgesiedlung Tell el-Maschuta wurden sowohl mit Tjeku und Pithom bezeichnet. Sicher belegt ist jedoch nur die Gleichsetzung von Pithom mit Tell el-Maschuta. Die von Naville betitelten ausgegrabenen Gebäude als „Handelshäuser“, die er auf Ex 1,11 bezog, wurden erst in ptolemäischer Zeit errichtet, als Ptolemaios II. den Kanal erneuern ließ. Herodot ortete den von Necho II. gebauten Kanal geografisch einem Nilarm bei Bubastis zu, der im weiteren Verlauf durch das Wadi Tumilat zum Roten Meer führte und an „der arabischen Stadt Patumos“ vorbeifloss.
Vom 1. Jahrhundert v. Chr. bis zum 2. Jahrhundert n. Chr. fehlen Besiedlungsspuren. Kurze Zeit später, unter Trajan, erreichte der Ort durch den erneuten Kanalausbau die größte Ausdehnung. Die in hellenistischer Zeit angeblich verwendete Bezeichnung als Heroonpolis ist nicht gesichert. Strabon verortete Heroonpolis „zum äußersten Winkel des arabischen Meerbusens“. Dann aber kann Heroonpolis nicht die Siedlung Tell el-Maschuta gewesen sein.